# BulletForce
『BulletForce』（バレットフォース）は、Lucas WildeとBlayzeGamesにより運営されているスマートデバイス向けゲームアプリおよびブラウザゲーム。

## 概要
iOS及びAndroid搭載デバイス対応の基本プレイ無料のファーストパーソン・シューティングゲーム。プレイヤーは歩兵となり、プライマリ、セカンダリーウェポンを選択して戦う。実在する銃、架空銃であるが実銃に似せたもの、人差し指から弾丸を発射する武器など、バラエティに富んだ全50種類以上の武器から選択できる。定期的なアップデートにより、収録銃は増加している。
5種類のゲームモード(下記参照)がある。プレーヤーはオンラインモードにおいてこれらをプレイすることができる。本作のゲーム内通貨は2種類存在し、ゲームをプレイすることで獲得できるクレジット(C)と、課金または広告を視聴する必要があるゴールド(G)である。支払いをせずともゲーム全てをプレイできるが、一部の武器はゴールドでしか購入できない。

## 登場武器
本作に登場する武器は全部で58種類。ほとんどの武器で88種類の迷彩、サイト(RDS・KOBRA・COYOTE・HOLO・ACOG)、バレル(MUZZLE BRAKE・SUPPRESSOR)、アクセサリー(LASER SIGHT・GREEN LASER SIGHTSをプレーヤーがカスタムすることができる。プレーヤー迷彩は全44種類。迷彩のレア度は下からVery Common/Common/Rare/Super Rare/Legendary。他に、配信者専用迷彩や、シーズン報酬迷彩など。情報はすべて2021年現在。

### プライマリ

#### アサルトライフル(17種類)
- M4A1(初期武器)
- G36
- FAMAS
- AK-12
- SCAR-H
- AUG
- AS VAL
- FAD
- AK-5
- AK-47
- L85
- Galil
- F2000
- M16
- ACR
- Badger Q
- FAL

#### サブマシンガン(SMGS)(10種類)
- MP7
- mineBear9
- トンプソン
- P90
- MP40
- MP5
- MPX
- CX Scorpio
- UMP
- Vector

#### ライトマシンガン(LMGS)(5種類)
- M240B
- Minigun
- MG4
- Lewis Gun
- M60

#### ショットガン(3種類)
- Spas-12
- 870 MCS
- SAIGA 12K

#### スナイパーライフル(8種類)
- VSS
- Al-AWP
- CS-LR4
- BRT HS1
- M40A5
- MK11
- M200
- Kar98

#### 爆発武器(2種類)
- Crossbow
- RPG-7V2(ロケットランチャー)

### セカンダリ

#### ハンドガン(5種類)
- COMPACT .45(初期武器)
- M1911
- TEC 9
- Desert Eagle
- G18

#### 回転式拳銃(REVOLVER)(2種類)
- MP412 REX
- 44 Magnum

#### グレネードランチャー(1種類)
- M320 HE

#### ショットガン(2種類)
M320 DART
Shorty SG

#### 近接武器(3種類)
- BUTTERFLY KNIFE
- Karambit
- Hatchet

#### その他
- HAND(人差し指から弾丸を発射する武器)

### 投擲武器
- M67 FRAG(初期武器)
- フラッシュバン
- スモークグレネード

## キルストリーク
本作では、死なずに敵プレーヤーを連続でキルしていくと、そのキル数に応じたキルストリークを使用することができる。全部で六種類で、そのうち三種類をスロットに割り当てることが可能。
UAV(必要連続キル数４)
すべての敵を赤点で30秒間ミニマップに表示する(認識不能(後述)を除く)。
カウンターUAV(必要連続キル数５)
敵のミニマップを30秒間無効にする。
アドバンスドUAV(必要連続キル数８)
すべての敵を三角形で30秒間ミニマップに表示する(認識不能を除く)。敵の進行方向がわかる。
ヘイスト(必要連続キル数９)
HUDが黄色に変わり、走る速度とエイム速度、ジャンプする高さ、リロード速度が25秒間上昇する。
スーパーソルジャー(必要連続キル数13)
弾丸が青に変わり30秒間ダメージが上昇する。
核(必要連続キル数25)
自分を含めゲーム内のすべてのプレーヤーをキルする。

## パーク
本作では、プレーヤーが一定のレベルに達するとパークという拡張機能を使用することができる。それぞれに必要なスロット数があり、8つの空きスロットをプレーヤーがカスタムすることができる。一番早いものでLv2(早業)から使用することができ、一番遅いものでLv200(Double Up) 全部で27種類。
早業(階級2で解除)
武器の切り替えが早くなる。必要スロット1
ラピッドドロー(階級4で解除)
エイムダウンサイトが早くなる。必要スロット1
クイックブレード(階級6で解除)
ナイフが早くなる。必要スロット2
トリガーフィンガー(階級8で解除)
セミオート武器をタップし続けることで撃ち続けることができる。

## ルール

### マルチプレイヤー
チームデスマッチ (TDM)
2チーム(USvsRU)に分かれてキル数で勝負し合うモード。最大人数28人。普通マッチは7対7の150点マッチ。制限時間(12分)に達するまでにどちらかのチームが150点に達していない場合は、キル数が多かったチームが勝利となる。
フリーフォーオール (FFA)
個人ごとの総合キル数で競うモード。最大人数10人。30点マッチ。制限時間に達するまでに30点に達したプレーヤーがいない場合は、一番キル数が高かったプレイヤーの勝利となる。Lv17から。
コンクエスト (Conquest)
2チームに分かれてABCのフラグの取り合いをしてポイントを稼ぎ合うモード。最大人数16人。350点マッチ。制限時間に達するまでにどちらかのチームが350点に到達していなかった場合、総合ポイントが高かったチームの勝利。Lv17から。
ガンゲーム (Gun Game)
個人ごとの総合キル数で競うモード。最大人数10人。47点マッチ。最初の武器が決まっていてキルするごとに武器が変わっていく。しかしナイフでキルされると武器が二つ前のものに変わる。時間制限は無い。
VIP
それぞれのチームから1人ずつランダムでVIPプレイヤーが選ばれる。味方のVIPを守りつつ敵のVIPをキルすることによって、ラウンド制覇となる。2018年7月7日現在、7ラウンド先取のみが存在する。Lv17から。
イベント (Event)
個人戦であるか団体戦であるかはイベントによって違う。スナイパーオンリーや爆発物オンリー、ショットガンオンリーなど様々な縛りプレイが楽しめる。

### オフラインプレイ (PRACTICE)
- シングルプレーヤーではマップを選択し、そのマップでBOTと戦うことができる。プレーヤーは1キル1点、BOTは1キル5点で50点先制。
- マップについては「マップ紹介」を参照。

## その他
- Beginner(Lv17未満)プレーヤーと一般(17Lv～200Lv)プレーヤーでマッチの棲み分けがされている。
- 2021年現在、日本人MODは1人
- 荒野行動やPUBGMobileなどのバトルロワイアルの流行や、競合するCODMobileの台頭により徐々にプレーヤー人口が低迷している。

## 不具合
2021年10月のハロウィンアップデート(1.84.0)により多数の不具合が報告されている。(例:リロード画面でフリーズ、一部武器の迷彩が映らない、など)

## マップ
- URBAN
- OFFICE
- PRISON
- OUTPOST
- VILLAGE
- CITY
- WOODS
- MELTDOWN（閉鎖）（ブラウザ版）
- ZEN
- CANYON
- COMPOUND(閉鎖)
- AFTER MATH(閉鎖)
- SWAMPFOX（閉鎖）